# Ronde van Limburg 2018
Il Ronde van Limburg 2018, sessantasettesima edizione della corsa, valevole come evento dell'UCI Europe Tour 2018 categoria 1.1, si svolse il 10 giugno 2018 su un percorso di 200 km, con partenza e arrivo a Tongeren, in Belgio. La vittoria fu appannaggio dell'olandese Mathieu van der Poel, che completò il percorso in 4h 38' 18" alla media di 43,12 km/h, precedendo il francese Nacer Bouhanni e il belga Tim Merlier.
Al traguardo di Tongeren furono 72 i ciclisti, dei 104 alla partenza, che portarono a termine la competizione.

## Squadre e corridori partecipanti
| N.    | Cod. | Squadra                      |
| ----- | ---- | ---------------------------- |
| 1-7   | VWC  | Veranda's Willems-Crelan     |
| 11-17 | WGG  | Wanty-Groupe Gobert          |
| 21-27 | SVB  | Sport Vlaanderen-Baloise     |
| 31-37 | WVA  | WB Aqua Protect Veranclassic |
| 41-47 | COF  | Cofidis, Solutions Crédits   |
| 51-56 | RNL  | Roompot-Nederlandse Loterij  |
| 61-67 | ABS  | Aqua Blue Sport              |
| 71-77 | COC  | Corendon-Circus              |

| N.      | Cod. | Squadra                        |
| ------- | ---- | ------------------------------ |
| 81-87   | CIB  | Cibel-Cebon                    |
| 91-97   | TIS  | Tarteletto-Isorex              |
| 101-107 | PSV  | Pauwels Sauzen-Vastgoedservice |
| 111-117 | SNE  | Sovac-Natura4Ever              |
| 121-125 | MKT  | Monkey Town Continental Team   |
| 131-137 | BSC  | Bennelong SwissWellness        |
| 141-147 | CCD  | Team Differdange Losch         |
| 152-156 | PCW  | T.Palm-Pôle Continental Wallon |

## Ordine d'arrivo (Top 10)
| Pos. | Corridore            | Squadra     | Tempo    |
| ---- | -------------------- | ----------- | -------- |
| 1    | Mathieu van der Poel | Corendon    | 4h38'18" |
| 2    | Nacer Bouhanni       | Cofidis     | s.t.     |
| 3    | Tim Merlier          | Veranda's   | s.t.     |
| 4    | Jelle Donders        | Differdange | s.t.     |
| 5    | Kenny Dehaes         | WB Veran.   | s.t.     |
| 6    | Milan Menten         | Sport Vl.   | s.t.     |
| 7    | Adam Blythe          | Aqua Blue   | s.t.     |
| 8    | Lasse Norman Hansen  | Aqua Blue   | s.t.     |
| 9    | Jelle Mannaerts      | Tarteletto  | s.t.     |
| 10   | Coen Vermeltfoort    | Roompot     | s.t.     |